# 丰特德坎托斯
丰特德坎托斯，是西班牙埃斯特雷马杜拉巴达霍斯省的一个市镇。总面积252平方公里，总人口5057人（2001年），人口密度20人/平方公里。